# Hôpital Foch
L'Hôpital Foch è un centro ospedaliero universitario situato a Suresnes, progettato nel 1929.
È specializzato in pneumologia e neuroscienze.
Membro dell'Établissement de santé privé d'intérêt collectif e di un ospedale universitario dell'Università di Versailles Saint Quentin en Yvelines, è uno dei più grandi ospedali d'Europa